# Albrecht Kauw
Albrecht Kauw (születési neve: Albrecht Koha) (Strasbourg, 1616. november 26. – Bern, 1681), svájci csendéletfestő,  veduta festő.

## Életrajza
Kauw 1616-ban Strasbourgban született Conrad Koha gazdag borkereskedő és Anna-Maria Volmar fiaként. Ősei hugenotta menekültként érkeztek a 16. században Eupenből, s generációkon keresztül megalapozott gazdasági helyzetüket máig őrzi Strasbourgban a Rue de la Douane 1–3. alatt épült reneszánsz házuk, melynek első emeleti boltívei között olvasható az építés ideje és az építtető monogramja: „1586 L. K.” (Leonhart Kaw) Kauw itt töltötte gyermek- és ifjúkorát. Képzéséről kevés tudható, egyik mestereként a strasbourgi festőt és illuminátort, Georg Brentelt említik, aki azonban 1610-ben elhunyt, így lehetséges, hogy az ő unokaöccsét, ifjabb Georg Brentelt értik, de az ő strasbourgi tartózkodását viszont nem említik a források. Másik mestere a strasbourgi származású csendéletfestő Sebastian Stoskopff lehetett. 
Az 1630-as évek végén (legkésőbb 1639-ben) Bernben telepedett le. Bár 40 évig főként itt működött, de nem kapta meg a honosítási engedélyt, élete végéig Hintersassen státuszban maradt. 1638-ban készült a legkorábbi fennmaradt műve, amely egy Kronoszt ábrázoló kis szépiarajz (1638, Berni Művészeti Múzeum). Ezt még feltehetően vándorévei alatt alkotta. 1639-ben, Bernben készült portréi jelzik a letelepedés évét. Megbízásai az 1649-es években szaporodtak meg, amikor a nem sokkal később elpusztult berni prédikátorkolostorban Niklaus Manuel Haláltáncát 24 papírlapra másolta akvarell és gouache technikával, és a berni tanácsnak ajándékozta (Historisches Museum Bern). Ettől kezdve számos közületi megbízást is kapott, amelyek között hordó- és egyéb dekorációs festések mellett monumentális veduták (Stadtvedute, 1658-tól, Historisches Museum Bern) és az úgynevezett Handelszyklus (Kereskedelmi ciklus) nagy méretű vásznai (1671) voltak. 
Az 1650-es évektől a tehetős földbirtokosok és patríciusok magánmegbízatásaira csendéleteket festett. Középületek és kastélyok falait dekorálta, tájképeket alkotott. Kauw munkássága 1665 és 1675 között érte el mennyiségi csúcspontját, amikor jelentős megbízásokat kapott Utzigen és Oberdiessbach kastélyainak díszítésére, vedutáira (allegóriákra, bibliai és világi történetekre). Ebben az időszakban készített 86 akvarell vedutát és számtalan címerrajzot Victor von Erlach számára az „Ämter-, Regiments- und Geschlechterbuch” című műbe. 
1666 után az addig a 16. századi délnyugat-német és svájci festészetben gyökerező stílusát – valószínűleg fia, Gabriel visszatérésével egy időben, aki képzése és vándorlása során a délnémet központokat, Strasbourgot, Frankfurtot és Nürnberget is meglátogatta –, kiterjesztette a tágabb európai irányzatok felé. 1666-ban Albrecht a hatóságoktól kiváltságot szerzett magának és egyik fiának a „Kupferstuck und Gmähl”, azaz metszetgrafikák és festménynyomatok árusítására. Míg ezt megelőzően többnyire a közvetlen környezetéből származó régi előképek – mindenekelőtt Niklaus Manuel – vezérelték, addig ettől kezdve mintákként olyan alkotók szolgáltak, mint Matthäus Merian, Jacques Callot, Stefano Della Bella, Simon Vouet, Johann Heinrich Roos, Jan Both, Jan Asselijn, Hermann Swanevelt. Ez a kör elsősorban az impozáns szobaberendezések szupraportjainak és kandallóképeinek motívumaira volt hatással, de számos nagyszabású veduta staffázsát is inspirálta.
Kauw utolsó datált művei 1678-ból származnak.

## Családja
1839 előtt vette feleségül a zofingeni Katharina Meyert, mert legidősebb leányukat, Johannát még nem Bernben keresztelték, az utána, 1640 és 1658 között született összesen tizenegy gyermek már a berni keresztelési anyakönyvekben szerepel, tehát Kauw és családja a legtöbb időt Bernben töltötte. Fiai közül Gabriel, aki dél-németországi képzése után Bern és Vaud környékén dolgozott, apja szakmáját vette át, akitől maga is tanult.

## Fordítás
- Ez a szócikk részben vagy egészben  az   Albrecht Kauw című német Wikipédia-szócikk ezen változatának fordításán alapul.  Az eredeti cikk szerkesztőit annak laptörténete sorolja fel. Ez a jelzés csupán a megfogalmazás eredetét és a szerzői jogokat jelzi, nem szolgál a cikkben szereplő információk forrásmegjelöléseként.